# Société évangélique-Mission intérieure de Strasbourg
La Société évangélique-Mission intérieure de Strasbourg (SÉMIS) est une association religieuse et caritative de droit local fondée en 1834 à Strasbourg. Elle est reconnue d'utilité publique depuis 1883.

## Histoire
En France, un ensemble impressionnant d’œuvres protestantes a vu le jour au XIXe siècle dans la perspective de diffuser le message chrétien et de venir en aide aux déshérités de la société. La création de la Société évangélique suit celle de la Société évangélique de France (qui date de 1833), afin de regrouper des protestants de diverses dénominations qui devaient reprendre les œuvres jusque-là effectuées par les pays voisins, dans le contexte du Réveil piétiste initié par François Haerter. L’idée vint pourtant de deux laïcs, les frères Keck. Ils organisaient en effet des réunions de prière et d’édification, dans la salle de réunion qu’ils avaient fait construire dans la cour de leur immeuble, rue de l’Ail, où se trouve toujours la SÉMIS. La Société évangélique est finalement créée le 3 mai 1834. Sous la « paternité spirituelle » de Haerter, cette société organisa alors des réunions d’évangélisation et stimula la publication de traités religieux édifiants. Elle édita notamment des Bibles, des brochures et des traités religieux qu’elle diffusait au moyen notamment du colportage. Elle contribua également à l’ouverture de salles de lecture et de bibliothèques. Dans les comités, on retrouve les noms de Cuvier, professeur puis doyen à la Faculté des Lettres et cousin du naturaliste Georges Cuvier, Boegner, professeur pendant 45 ans au Gymnase Jean-Sturm ou Hackenschmidt, artisan doué pour la poésie et orateur.
L’œuvre, bien que critiquée par les tenants du confessionnalisme strict comme Frédéric Horning, prospéra rapidement et s’intéressa de plus en plus à la jeunesse. Dès 1854, la Société évangélique collabora avec l’Union chrétienne des jeunes gens (UCJG). Réorganisée en 1881, elle inaugura en 1895 le Cercle Évangélique qui est le bâtiment abritant actuellement le Ciarus, au 7 rue Finkmatt. Très vite, les activités se diversifièrent : le lieu disposait alors d'une salle de gymnastique, ainsi que de salles de réunion et d'un club de jeunes gens. On y organisa des conférences, des études bibliques, des ventes de charité, etc. Progressivement des chambres et un restaurant accueillant des jeunes isolés ou sans famille sont aménagés. Elle s'efforçait alors d'atteindre les milieux déchristianisés, comme le milieu ouvrier, au moyen de nouveaux lieux (Cronenbourg), de nouveaux cercles, de nouvelles formes de culte (cercles bibliques) et de réunions d'évangélisation. En 1898, les neuf Unions chrétiennes de jeunes filles comptaient 354 membres. Les groupes masculins connurent, eux, un renouveau à partir des années 1900.
Durant la Seconde Guerre mondiale, le cercle est réquisitionné par les nazis. Dès 1944, la SÉMIS reprit ses droits de propriété et y installa le centre Martin Bucer, dont la mission est de former les cadres de l'Église protestante. Elle n’hésite pas à accueillir un groupe de réfugiés du Laos à l’époque des Boat-people à l’intérieur des locaux de la rue Finkmatt, temporairement vides à la suite de la fermeture du foyer Daniel Legrand.
Les 175 ans de la SÉMIS ont été marqués par plusieurs manifestations, en particulier le culte et la conférence du dimanche 5 avril 2009 en l’église Saint-Sauveur à Cronenbourg, ainsi que par la parution d’un livre, 175 ans au service des autres, publié aux Éditions Oberlin.
Depuis septembre 2015, le siège de la SÉMIS se trouve à présent à Strasbourg au 2 rue Brûlée, dans la Maison protestante de la solidarité. Ce grand bâtiment (1 100 m2) a fait l'objet d'un bail emphytéotique (2014-2064) avec la Ville de Strasbourg. La SÉMIS a pris en charge la rénovation complète du bâtiment (2 millions d'Euros) en 2015-2016. La Maison est aujourd'hui le siège de quatre structures : La SÉMIS, le Centre Social Protestant, le CASAS et la Cimade.
Le président actuel de la SÉMIS est Philippe Gunther et Frédéric Guntz en assure la direction. Christian Albecker en a été le président de 1995 à 2013.
La SÉMIS édite un journal, intitulé Reflets.

## Associations et activités reliées
La SÉMIS est à l’origine de l’implantation d’une multitude d’associations, comme La Croix-Bleue, qui aide les alcooliques, l'UCJG, SOS Téléphone, et même de certaines émissions à la radio. Elle est encore à la tête de certaines aujourd'hui.
Elle se donne officiellement comme objectif celui de « témoigner de l'amour de Dieu par la Parole et le Geste comme une bonne nouvelle libératrice pour les femmes et les hommes de notre temps ».

### Centre social protestant
Le Centre social protestant, fondé en 1953, est reconnu d’utilité publique depuis 13 septembre 1988. Il s’occupe essentiellement des déshérités, des étrangers (par exemple des demandeurs d’asile) et des détenus libérés. À cela s'ajoute la collecte de vêtements et de meubles (pour le service d'entraide meubles).

### La mission dans l'industrie et le monde du travail
La SÉMIS a développé une antenne à Bischwiller en 1987, la Mission dans l’Industrie d'Alsace du Nord (MIAN), afin d’aider les travailleurs oppressés par leur quotidien dans un contexte de crise économique. Avec l’aide des paroisses d’Alsace du Nord, la MIAN cherche surtout à être un lieu d'écoute et de parole et à accompagner les personnes en difficulté. Elle organise également des débats et des visites d’entreprises. Une brochure, Panoramique, paraît régulièrement afin de diffuser ses actualités.
La MIAN a essaimé au sud de l’Alsace avec la Mission dans l’Industrie Sud Alsace (MISA).

### Le Ciarus
Lorsque les réfugiés du Laos ont pu repartir de la rue Finkmatt, une préoccupation ancienne de la SÉMIS revint au goût du jour, celle-ci choisissant l’action en faveur de la jeunesse après une étude sur les possibilités d'occupation des locaux. Ainsi, l’association Ciarus est créée et occupa dès 1986 le bâtiment. Cette association reste ancrée dans la mouvance chrétienne, rappelant le partenariat engagé avec les Unions Chrétiennes de Jeunes Gens au XIXe siècle.
Le centre socio-culturel du Fossé des Treize déménagea en 1994 au 6 rue Finkmatt. À présent, c'est le Ciarus qui a la gestion de l’ensemble du bâtiment. De grands travaux d'agrandissement eurent lieu en 1996 et 1997.
- Le Ciarus

Le Ciarus héberge les jeunes de toutes nationalités, faisant office d'auberge de jeunesse. Elle possède également un restaurant en libre-service, « Le Plateau », organise des réceptions et loue des espaces de réunion.

### Marchés et foires
Le Grand Bazar de la SÉMIS est une brocante alimentée par des dons, qui a lieu chaque année, début mars, au Ciarus. On y trouve des meubles, des tableaux, de l'électroménager, de la vaisselle et de l'argenterie, des bijoux, des fripes, des jouets et des confitures. Pendant un temps, le bazar se nommait juste « Vente de la SEMIS », mais depuis 2004 il a retrouvé son ancien nom, qui datait de 1898 lors du premier bazar.
- Le Grand Bazar de la SÉMIS en mars 2014

La SÉMIS est très présente sur les marchés et les foires d’Alsace et de Moselle et continue les actions de colportage issus des débuts de la société. Cette action a été reprise en 1981; aujourd'hui, deux "vendeurs-évangélistes" diffusent régulièrement de la littérature chrétienne, en témoigne le stand de la SÉMIS au Christkindelsmärik de Strasbourg.